# ماركوس لوتريل
ماركوس لوتريل (بالإنجليزية: Marcus Luttrell)‏ (من مواليد 7 نوفمبر 1975) هو جندي متقاعد في البحرية الأمريكية وفني سونار حصل على صليب البحرية والقلب الأرجواني لأفعاله في يونيو 2005 ضد مقاتلي طالبان خلال عملية ريد وينغز التي كان الناجي الوحيد فيها. أصبح لوتريل SO1 بنهاية حياته المهنية التي استمرت ثماني سنوات في البحرية الأمريكية.

## حياته الشخصية
ولد لوتريل في هيوستن، تكساس، في 7 نوفمبر 1975. بدأ التدريب مع قوات البحرية الأمريكية في سن الرابعة عشرة مع المحارب القديم بالجيش الأمريكي بيلي شيلتون، الذي عاش بالقرب من منزل لوتريل. كان لوتريل يتدرب يوميًا مع شقيقه التوأم مورغان لوتريل وآخرين يطمحون للانضمام إلى البحرية الأمريكية وقوات العمليات الخاصة الأخرى.